# Kardinalvokal

Diagram som visar tungans position när de olika kardinalvokalerna produceras.

Kardinalvokalerna är åtta vokalljud, [i], [e], [ɛ], [a], [u], [o], [ɔ] och [ɑ], som fonetiker använder som referenspunkter när de beskriver andra språkljud. Kardinalvokalerna produceras med tungan så långt fram eller bak som möjligt. Det nuvarande systemet med åtta kardinalvokaler systematiserades av Daniel Jones under tidigt 1900-tal, men idén har äldre rötter. I systemet har [i], [ɑ] och [u] fasta definitioner och utgör "hörnvokaler", de övriga vokalerna fördelas jämnt mellan dessa.

## Lyssna på kardinalvokalerna
- [i] (fil)
- [e] (fil)
- [ɛ] (fil)
- [a] (fil)
- [u] (fil)
- [o] (fil)
- [ɔ] (fil)
- [ɑ] (fil)